# Spring Lake (Michigan)
Spring Lake è un villaggio degli Stati Uniti d'America, situato nello Stato del Michigan, nella contea di Ottawa.